# Vilém Jordan z Cerdagne
Vilém Jordan z Cerdagne (francouzsky Guillaume de Cerdagne, katalánsky Guillem II de Cerdanya; † 1109) byl hrabě z Cerdagne, Berga a Conflentu. Přízvisko Jordan získal při pobytu ve Svaté zemi, když se nechal pokřtít v řece Jordán.

## Život
Narodil se jako syn hraběte Viléma I. z Cerdagne a Sanchy, dcery barcelonského hraběte Ramona Berenguera I. Roku 1095 zdědil po otci hrabství Cerdagne a s bratrem Bernardem se dělil o Bergu.
Po boku svého strýce Raimonda z Toulouse se vydal na první křížovou výpravu. Roku 1105 se po Raimondově skonu u Tripolisu ujal regentství za jeho nezletilého syna Alfonse a nadále pokračoval ve zdlouhavém obléhání města. Roku 1108 chlapec i s matkou na základě pozvání toulouských leníků odcestoval na evropský kontinent, kde se měl ujmout otcova panství. Do Svaté země naopak připlul Raimondův dospělý syn Bertrand ze Saint-Gilles a očekával, že mu Vilém Jordan přepustí velení obléhání a Tankred mu předá otcovu část Antiochie. Vilém Jordan a ani Tankred s Bertrandovými požadavky nesouhlasili a spor mezi nimi vyřešil až král Balduin I. Vilém Jordan dostal jako odškodnění města Tortosu a Arqu a s Bertrandem uzavřel dohodu o vzájemném dědění v případě nenadálé smrti toho druhého. V krátké době poté byl Vilém Jordan za nejasných okolností zabit.
| „                 | Hrabě z Cerdagne odjel k městu Arqá, kde se na jednom osetém poli setkal s Frankem, chtěl ho srazit ranou, avšak Frank zabil jeho a zabil ho... | “ |
| — Ibn al-Qalánisí | |   |

Dědicem se po zemřelém stal bratr Bernard.